# Stare Selo, raionul Sumî, regiunea Sumî
Stare Selo (în ucraineană Старе Село) este localitatea de reședință a comunei Cervone din raionul Sumî, regiunea Sumî, Ucraina.

## Demografie
Componența lingvistică a localității Stare Selo
     Ucraineană (93,46%)
     Rusă (6,2%)
     Alte limbi (0,1%)
Conform recensământului din 2001, majoritatea populației localității Stare Selo era vorbitoare de ucraineană (93,46%), existând în minoritate și vorbitori de rusă (6,2%).